# 伊利沙伯二世登基白金禧紀念

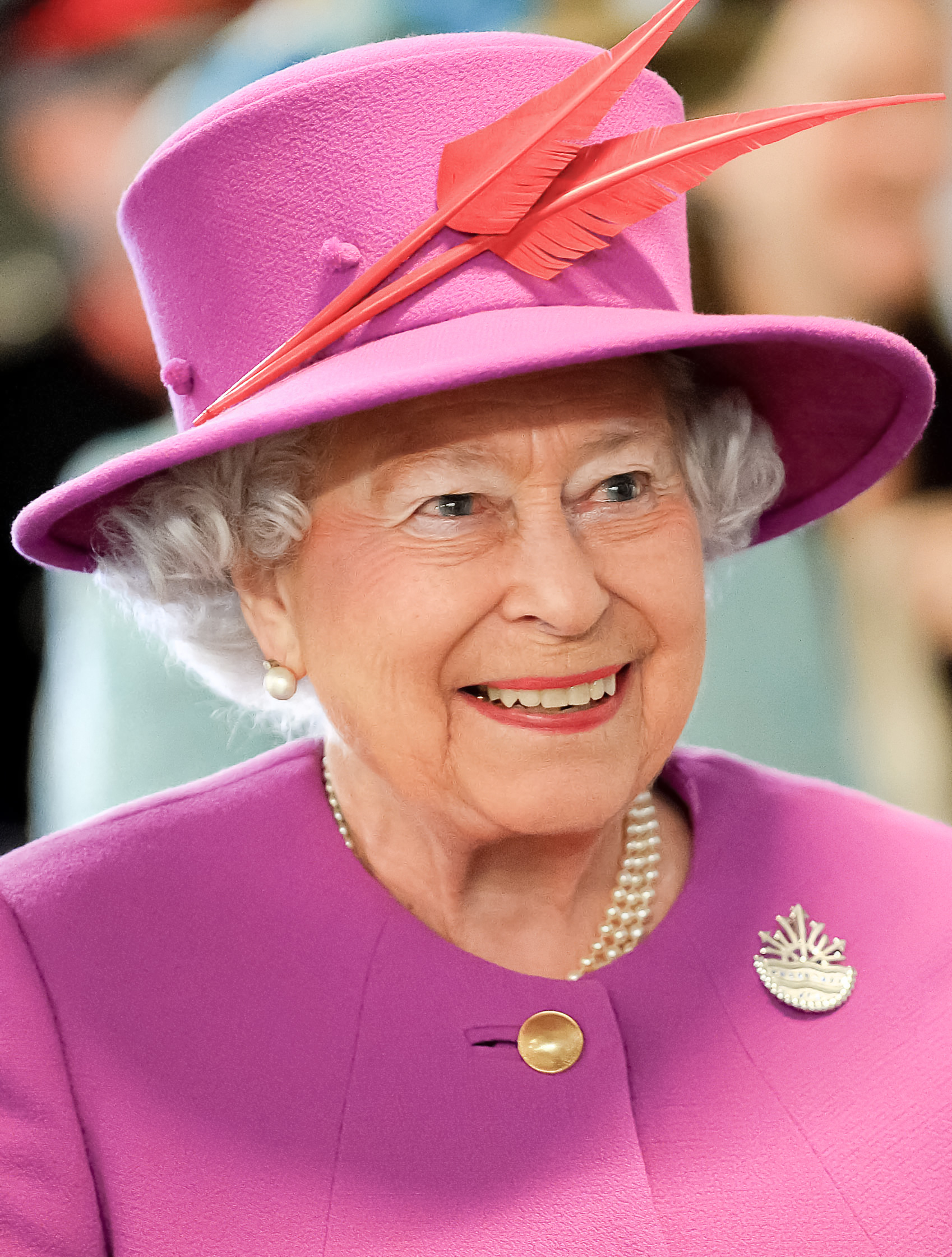
伊利沙伯二世

伊莉莎白二世登基白金禧紀念（英語：Platinum Jubilee of Queen Elizabeth II）是2022年的一項英联邦多國的慶祝活動，以紀念70年前伊莉莎白二世在1952年2月6日繼承駕崩的父親國王喬治六世，登基成為英國、加拿大、澳洲、紐西蘭、巴基斯坦、南非、錫蘭的女王；登基鑽禧紀念時伊莉莎白二世為16個大英國協王國元首。她是英國歷史和大英國協歷史上首次慶祝登基白金禧周年紀念及慶祝英國君主登基70週年。
英國將因此享有多一日公眾假期，並會將以往5月底放的春假延至6月初，形成一個四日週末連假，橫跨6月2號禮拜四到6月5號禮拜日。按照傳統，英國同英聯邦會舉行一系列慶祝活動，多個以伊莉莎白二世為國家元首的國家都會頒授白金禧獎章。

## 2022年女王即位日致詞
女王在她的即位日致辭中表示，她希望白金禧年能夠將家人和朋友、鄰居和社區聚集在一起。她說：「禧年讓我有時間反思這些年來這個國家和世界各地不同國籍、信仰和年齡的人們對我表現出的善意」。她感謝大家的支持、忠誠和喜愛，並在留言下簽署「你的僕人」。
女王在桑德靈厄姆宮的紅盒子里工作的照片和鏡頭被發布以紀念登基日。王儲威爾士親王查爾斯發表了一份聲明，他在聲明中說，女王對她所有人民的福祉的奉獻精神一年比一年更令人欽佩。
美國總統拜登、中共中央總書記兼中國國家主席習近平、越共中央政治局委員兼越南國家主席阮春福、朝鮮勞動黨總書記兼朝鮮國務委員長金正恩、德國聯邦總理蕭茲、瑞典國王卡爾十六世、挪威國王哈拉爾五世、泰國國王哇集拉隆功、阿聯酋總統謝赫等世界各國領導人均致賀詞和賀電向女王祝福。

## 澳洲

澳洲白金禧紀念活動標誌

2022年1月1日，澳洲總理莫里森亦宣佈，將會為女王登基白金禧年舉行一系活動慶祝，致謝女王70年來為澳洲作出的貢獻。其中包括：發行紀念幣同紀念郵票、於首都坎培拉點烽火、將首都的楊樹島（Aspen Island）改名做伊利沙白二世島。

## 加拿大
加拿大文化遺產部開放給不同的社區組織申請資助，舉行以社區為本的免費公眾活動來慶祝女王白金禧年。

## 英國

### 紀念幣
英國皇家鑄幣局推出兩款慶祝女王白金禧年紀念幣，包括5英鎊和50便士幣值，今次更是首次推出50便士幣值的皇室禧年紀念幣。紀念幣上刻有女王在位至今的年份，即1952年至2022年。鑄幣局亦同一時間公佈另外三款新幣，包括兩款2英鎊同一款50便士硬幣，分別紀念已故發明家亞歷山大·貝爾、已故女星薇拉·琳恩，以及2022年在英國伯明翰舉行的英聯邦運動會。五款新硬幣會共同組成皇家鑄幣局的年度硬幣套裝，並於2022年1月4號開始發售。皇家鑄幣局亦以紀念幣為本，推出不同數量的限量版收藏套組。

### 紀念郵票
皇家郵政在女王登基紀念日前兩日，即2022年2月4號，推出一套八款紀念郵票慶祝白金禧年。當中包括四張第一級郵費（first class）郵票，同另外四張1.7英鎊面額郵票。八款紀念郵票展示女王由1957年到2020年的相片。按慣常做法，特別郵票一般都會有女王側影輪廓符號（silhouette），但依套紀念郵票則無。皇家郵政解釋，因為這套郵票本身的設計已經包含女王的相片，所以，女王的側影輪廓符號就不需要有。

### 女王綠樹蔭植樹計劃
英國幾個環境保育團體聯同政府，共同發起名為「女王綠樹蔭」（The Queen's Green Canopy）的全國植樹計劃，鼓勵個人、私人企業、學校、社區組織等等，透過植樹為女王慶祝白金禧年，而且可以將植樹的數量、品種、位置等資料，放上女王綠樹蔭官方網站入面的互動地圖。女王亦同王儲威爾斯親王查爾斯率先於2021年3月，在溫莎堡種落第一顆「白金禧年樹」。該計劃將會烏中於2021年和2022年的十月到第二年三月植樹，因為秋冬是植物的休眠（dormant）時期，搬運及植樹過程中受傷的機會相對較低。

### 皇家住所特別展覽
女王的住所將會舉辦特別展覽，包括白金漢宮、溫莎堡和荷里路德宮。女王的肖像、珠寶頭飾以及馬車會在白金漢宮展出。溫莎堡會展出女王的加冕禮服。荷里路德宮就會展示女王於銀禧年、金禧年和鑽禧年穿過的套裝。

### 白金禧年長週末
英國會於6月2號星期四到6月5號星期日，連放四日的長週末假期，並舉行一系列慶祝活動。
6月2號禮拜四
- 女王生日巡遊

按傳統，軍方會在女王生日當日舉行巡遊，當中又以軍旗敬禮分列式最為出名，預計會有約1,400名士兵，200名騎兵同400名軍樂手參與。巡遊會由白金漢宮開始，經過林蔭大道前往騎兵衛隊閱兵場，皇室成員更會騎馬加入巡遊隊伍當中。女王其實年輕時都會騎馬出席，但近年改為坐馬車。最後，空軍會派出軍機進行空中分列敬禮，而女王會和皇室成員於白金漢宮露台觀禮。
- 白金禧年烽火儀式

英國上傳統會就皇家禧年、婚禮及加冕舉行點烽火儀式，英國、海峽群島、馬恩島及海外領地都會舉行烽火儀式。今年是首次每個英聯邦國家首都地區都會參與烽火儀式慶祝白金禧年。
- 6月3號禮拜五

聖保羅大教堂將會為女王舉行特別感謝崇拜儀式。
- 6月4號禮拜六
  - 葉森賽馬

葉森馬場（Epsom Downs Racecourse）將會舉行葉森打吡大賽（the Derby），到時女王和皇室成員都會出席。但最後女王因健康問題只能透過透過電視收看比賽。
- - 白金漢宮派對

英國廣播公司將會在白金漢宮舉行特別演奏會，邀請娛樂名星表演，慶祝女王登基70年。英國公眾亦可以報名抽籤門票出席依次演奏會。
- 6月5號禮拜日
  - 大午餐

自2009年，每年6月，英國各地都會稱為「大午餐」（the Big Lunch）的社區聚餐活動，讓居民相聚一起分享美食，希望透過聚餐加深互相了解同鄰里關係。而女王白金禧年的大午餐活動，規模會比之前更加盛大。
- - 白金禧年盛裝慶典

白金漢宮外面將會舉行盛裝慶典，從英聯邦各地邀請超過5,000人，身穿不同服飾進行各種不同的表演。